# Satyrus bucica
Satyrus bucica är en fjärilsart som beskrevs av Varin 1961. Satyrus bucica ingår i släktet Satyrus och familjen praktfjärilar. Inga underarter finns listade.